# Alan Garber
Alan Michael Garber (nacido el 7 de mayo de 1955) es un médico, economista sanitario y administrador académico estadounidense. Actualmente es el presidente interino de la Universidad de Harvard.   Se desempeñó como rector de Harvard desde 2011 hasta el 14 de marzo de 2024, cuando John F. Manning asumió el cargo de forma interina.  

## Temprana edad y educación
Garber nació en 1955 de Harry y Jean Garber en un hogar judío.  Creció en Rock Island, Illinois.  Se graduó en la Universidad de Harvard en 1976 con una licenciatura en economía  y permaneció en Harvard para obtener una maestría y un doctorado en filosofía en economía.  Mientras realizaba su doctorado, se matriculó simultáneamente en la Universidad de Stanford, donde recibió el título de Doctor en Medicina en 1983.  Completó su formación de residencia en medicina interna en el Hospital Brigham and Women's, afiliado a Harvard, en 1986.

## Carrera
Garber sucedió a Steven Hyman como rector de la Universidad de Harvard el 1 de septiembre de 2011. 
Garber es también Profesor Mallinckrodt de Política de Atención Médica en la Facultad de Medicina de Harvard, Profesor de Economía en la Facultad de Artes y Ciencias de Harvard, Profesor de Políticas Públicas en la Escuela de Gobierno John F. Kennedy y Profesor en el Departamento de Políticas y Políticas de Salud. Gestión en la Escuela de Salud Pública TH Chan de Harvard .  
Actualmente es presidente interino de la Universidad de Harvard, habiendo sucedido a Claudine Gay tras su dimisión.  Garber señaló que no volverá a su puesto de rector después de que se nombre un rector permanente de la universidad. 

## Oposición a la sindicalización de estudiantes de posgrado
En julio de 2016, la Oficina del Rector de la Universidad de Harvard lanzó una página web en respuesta a los esfuerzos de sus estudiantes graduados por sindicalizarse.  El 23 de agosto de 2016, tras la decisión de Columbia que restableció los derechos sindicales de los asistentes de enseñanza e investigación, la oficina del rector escribió en un correo electrónico a los estudiantes: "seguimos creyendo que la relación entre los estudiantes y la Universidad se trata principalmente de educación, y que La sindicalización perturbará los programas académicos y las libertades, la tutoría y la investigación en Harvard".  Tras una decisión del Director Regional de la Junta Nacional de Relaciones Laborales de que Harvard estaba violando la regla Excelsior, Garber defendió la apelación de la universidad ante la Junta Nacional de Relaciones Laborales en Washington D. C.,  escribiendo que la universidad "considera que los resultados de las elecciones de noviembre de 2016, que reflejan los votos y las voces de estudiantes bien informados, deben mantenerse y ha apelado la decisión contraria del director regional." 

## Membresías en juntas farmacéuticas
En octubre de 2019, The Harvard Crimson informó que Garber recaudó más de 2,7 millones de dólares por su servicio en la junta directiva de Exelixis  y Vertex Pharmaceuticals  desde que fue nombrado rector de Harvard en 2011, según documentos de la SEC .  Las empresas indicaron que su remuneración era normal para los miembros de la junta directiva. Garber declaró que había revelado detalladamente sus afiliaciones industriales en formularios de conflicto de intereses para la universidad.

## Vida personal
Garber y su esposa Anne Yahanda tienen cuatro hijos. 